# Micronotus
Micronotus is een geslacht van rechtvleugeligen uit de familie doornsprinkhanen (Tetrigidae). De wetenschappelijke naam van dit geslacht is voor het eerst geldig gepubliceerd in 1902 door Hancock.

## Soorten
Het geslacht Micronotus omvat de volgende soorten:
- Micronotus asperulus Bolívar, 1887
- Micronotus caudatus Saussure, 1861
- Micronotus dubius Hancock, 1909
- Micronotus quadriundulatus Redtenbacher, 1892